# 大外巻込
大外巻込（おおそとまきこみ）は柔道の捨身技の一つ。講道館や国際柔道連盟 (IJF) での正式名。IJF略号OSM。

## 概要
大外刈の最後に自分の体で相手を巻き込むように倒れて（自分の体を相手に預けて・自分の体を浴びせ倒す様にして）、無理やり投げる技。
狙って掛ける技ではなく、失敗した大外刈の誤魔化しがほとんどである。
したがって、この技を練習すると、かえって大外刈の発達を妨げる恐れがある。